# Alfred Abel
Alfred Abel (Leipzig, 12 maart 1879 - Berlijn, 12 december 1937) was een Duits acteur op toneel en in meer dan 100 stomme films en 38 geluidsfilms. Hij was tevens regisseur en producent. Zijn carrière vond plaats in de jaren tussen 1913 en 1937. Zijn beroemdste rol is die van Joh Fredersen in Fritz Langs Metropolis uit 1927.

## Biografie
Na een studie bosbouw en een afgebroken studie voor hovenier, maakte hij een handelsopleiding af en werkte hij af en toe als acteur. Na een opleiding als acteur aan de kunstacademie van Leipzig, volgde hij een privéopleiding. In Berlijn werd Abel ontdekt door de beroemde regisseur Max Reinhardt. Abel werkte met regisseurs als Ernst Lubitsch, Friedrich Wilhelm Murnau en Richard Oswald en speelde met Pola Negri, Henny Porten, Jenny Jugo, en Asta Nielsen. Hij trad in 100 stomme films op.
In geluidsfilms werd hij meestal voor de elegante rollen gekozen. Hij trad in 38 talkies op. Daarnaast was hij regisseur van vier films. Zijn enige filmproductie was een mislukking.
Hij was gehuwd met Elizabeth Seidel. Zij waren de ouders van de actrice Ursula Abel (1915–1951). Ursula kon na 1933 niet in Duitsland werken omdat haar vader er desgevraagd niet in slaagde zijn Arische afstamming te bewijzen. Zonder Ahnenpass of Ariernachweis die daarvoor nodig waren, kon onder het naziregime geen acteur of regisseur werken.
Hij droeg sinds 14 februari 1916 de Orden für Kunst und Wissenschaft van Mecklenburg-Strelitz in Zilver.

## Filmografie
| - 1913: Eine venezianische Nacht - 1914: Die Geschichte der stillen Mühle - 1914: Lache, Bajazzo! - 1915: Das Laster - 1915: §51 StGB / Der Weg zum Guten - 1916: Das Spiel ist aus - 1916: Peter Lump - 1916: Ernst ist das Leben - 1916: Das Geständnis der grünen Maske / Der grüne Dämon - 1916: Wenn Menschen reif zur Liebe werden - 1917: Der Seele Saiten schwingen nicht - 1917: Ein Blatt im Sturm - 1918: Es werde Licht – 4e deel: Sündige Mütter - 1918: Drohende Wolken am Firmament - 1918: Colomba - 1918: Lola Montez - 1918: Tanzendes Gift - 1918: Die Dame, der Teufel und die Probiermamsell - 1918: Lukas, Kapitel 15 / Der verlorene Sohn - 1919: Rausch - 1919: Eine junge Dame aus guter Familie - 1919: Kameraden - 1919: Die Geächteten - 1920: Die Frau ohne Seele - 1920: Der schwarze Graf - 1920: Die Frau im Himmel - 1920: Der Ruf aus dem Jenseits - 1920: Wenn der junge Kaktus blüht - 1920: Mord… Die Tragödie des Hauses Garrick - 1920: Fakir der Liebe - 1920: Die Präriediva - 1921: Der Streik der Diebe (ook regie en produktie) - 1921: Irrende Seelen - 1921: Die große und die kleine Welt - 1921: Das Opfer der Ellen Larsen - 1921: Mann über Bord - 1921: Der Schrecken der roten Mühle - 1921: Grausige Nächte - 1921: Das Geheimnis von Bombay - 1921: Sappho - 1921: Die Geschichte des grauen Hauses - 1921: Die im Schatten gehen - 1921: Lotte Lore - 1921: Die Intrigen der Madame de la Pommeraye - 1922: Die Jagd nach der Frau - 1922: Dr. Mabuse, der Spieler - 1922: Menschenopfer - 1922: Zwischen Tag und Traum - 1922: Der brennende Acker - 1922: Phantom - 1922: Bigamie - 1922: Der falsche Dimitry - 1922: Scheine des Todes - 1922: Die Flamme - 1923: Die Prinzessin Suwarin - 1923: Arme Sünderin - 1923: Buddenbrooks - 1923: Das Spiel der Liebe - 1923: Im Rausch der Leidenschaft - 1923: Das Laster des Spiels - 1923: Dudu, ein Menschenschicksal - 1924: Die Finanzen des Großherzogs - 1924: Das Spiel mit dem Schicksal / Die Frau in Versuchung - 1924: Mensch gegen Mensch - 1924: Die Frau im Feuer - 1925: Die Feuertänzerin | - 1925: Der Herr Generaldirektor - 1925: Der Bankkrach Unter den Linden - 1925: Der Gardeoffizier - 1926: Tragödie einer Ehe - 1926: Menschen untereinander - 1926: Eine Dubarry von heute - 1926: Die lachende Grille - 1926: Die Tragödie eines Verlorenen - 1927: Metropolis - 1927: Laster der Menschheit / Laster - 1927: Ein Tag der Rosen im August… Da hat die Garde fortgemußt - 1927: Das tanzende Wien - 1927: Das Geheimnis von Genf - 1927: Jahrmarkt des Lebens - 1928: Wer das Scheiden hat erfunden - 1928: Eine Nacht in Yoshiwara - 1928: Heut’ spielt der Strauß - 1928: Prinzessin Olala - 1928: Rasputins Liebesabenteuer - 1928: Ariane im Hoppegarten - 1928: Mein Herz ist eine Jazzband - 1928: Das Geld (L'argent) - 1929: Autour de L'Argent (dokumentaire film) - 1929: Cagliostro / Graf Cagliostro - 1929: Narkose (ook regie en productiemanagement) - 1929: Giftgas - 1929: Ehe in Not - 1929: Sei gegrüßt, Du mein schönes Sorrent - 1930: Dolly macht Karriere - 1930: 1914, die letzten Tage vor dem Weltbrand - 1930: Das Schicksal der Renate Langen - 1930: Mary - 1931: Das Ekel - 1931: Meine Frau, die Hochstaplerin - 1931: Der Herzog von Reichstadt - 1931: Der Kongreß tanzt - 1931: Der Herr Bürovorsteher - 1931: Die Koffer des Herrn O. F. - 1932: Johnny stiehlt Europa - 1932: Das schöne Abenteuer - 1932: Das Mädel vom Montparnasse - 1932: Spione im Savoy-Hotel - 1932: Der weiße Dämon - 1932: Kampf - 1933: Salon Dora Green - 1933: Manolescu, der Fürst der Diebe - 1933: Brennendes Geheimnis - 1933: Die kleine Schwindlerin - 1933: Wege zur guten Ehe - 1933: Glückliche Reise - 1934: Die Liebe siegt - 1934: Eine Siebzehnjährige - 1935: Alles um eine Frau (regie) - 1935: Viktoria (ook dialoogregie) - 1936: Kater Lampe - 1936: Ein seltsamer Gast - 1936: Maria, die Magd - 1936: Spiel an Bord - 1936: Und Du, mein Schatz, fährst mit - 1936: Das Hofkonzert - 1936: Skandal um die Fledermaus - 1937: Millionenerbschaft - 1937: Unter Ausschluß der Öffentlichkeit - 1937: Sieben Ohrfeigen - 1937: Millionäre / Ich möcht’ so gern mit Dir allein sein - 1938: Frau Sylvelin |

## Regie
- 1921: The Strike of the Thieves
- 1929: Narcose
- 1933: Bon Voyage
- 1935: Everything for a Woman

- Biblioteca Nacional de España: XX1173779
- Bibliothèque nationale de France: cb146530831 (data)
- Catàleg d'autoritats de noms i títols de Catalunya: 981058526083006706
- Gemeinsame Normdatei: 116001313
- International Standard Name Identifier: 0000 0000 6302 1782
- Library of Congress Control Number: no2003042336
- Nationale Bibliotheek van Tsjechië: xx0184512
- Nationale Bibliotheek van Israël: 987007327127705171
- Nederlandse Thesaurus van Auteursnamen: 110073525
- Istituto Centrale per il Catalogo Unico: RAVV088716
- Système universitaire de documentation: 059524782
- Trove: 1457554
- Virtual International Authority File: 44561720
- WorldCat: E39PBJh8HRfQYDFJJYjtbXBVmd